# Callipia parrhasiata
Callipia parrhasiata är en fjärilsart som beskrevs av Achille Guenée 1858. Callipia parrhasiata ingår i släktet Callipia och familjen mätare. Inga underarter finns listade i Catalogue of Life.